# Azidamfenicol
Azidamfenicolul este un antibiotic din clasa amfenicolilor, având un profil asemănător cu cel al cloramfenicolului. Este utilizat doar la nivel oftalmic pentru tratamentul conjunctivitei.